# Fante (grupo étnico)

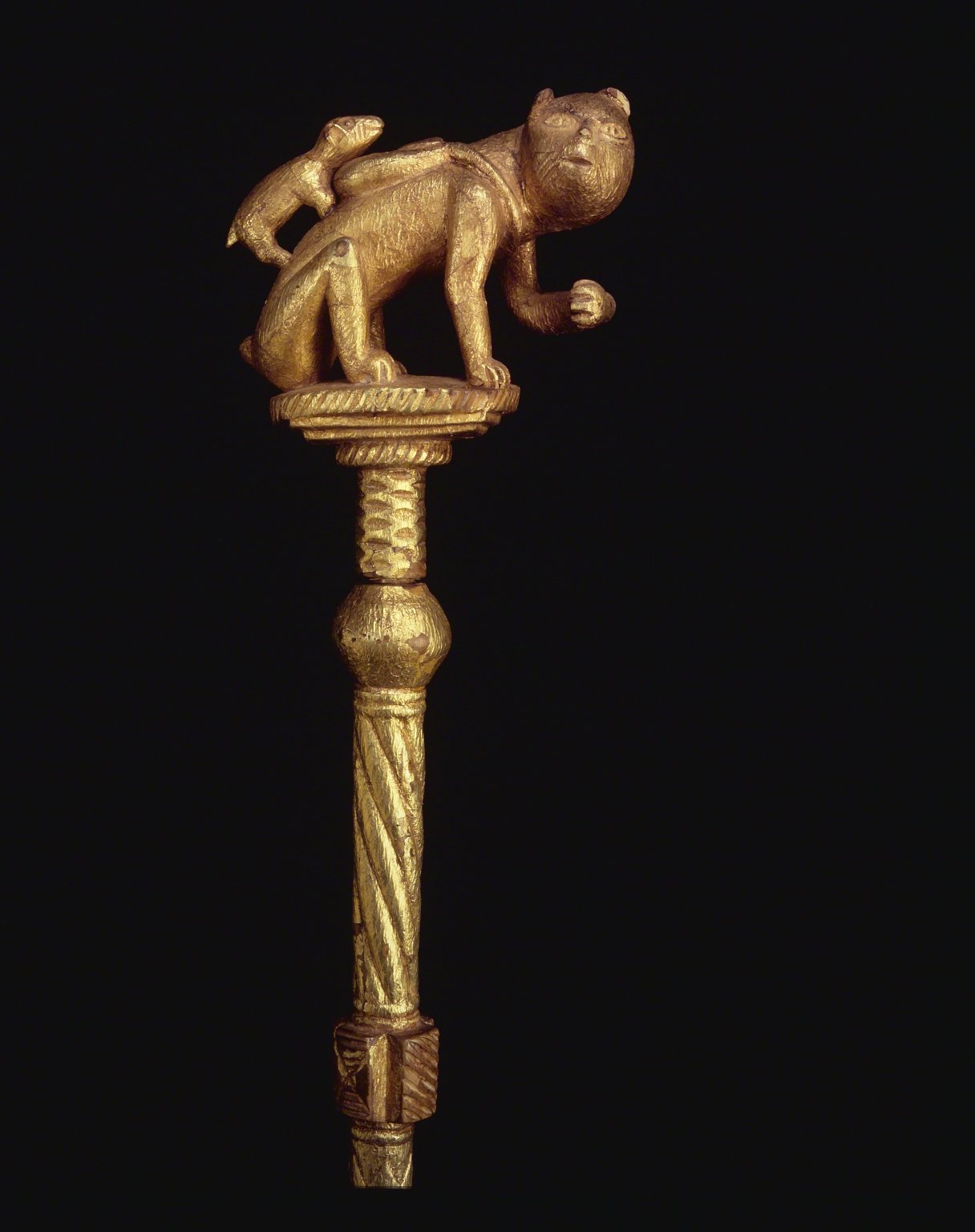
En Ghana y la Costa de Marfil, los reinos han usado símbolos de estatus durante siglos. Los lingüistas de alto rango llevan bastones de oro con tallados que representan proverbios. Uno muestra a un ratón tratando de entrar en la bolsa del gato, advirtiendo contra la intromisión en los asuntos del rey.

Los fante o fanti son un grupo étnico que habita en el sur de Ghana así como en Costa de Marfil.
Los fante y los ashanti, con quienes mantienen lazos culturales, son los grupos étnicos más importantes del pueblo akan, que ocupa la actual Ghana. Su estructura familiar es matrilineal. Su religión es una mezcolanza de ritos de tradición tribal y sincretismo del cristianismo absorbido por la colonización europea.
- Datos: Q301533
- Multimedia: Fante people / Q301533